# 청산면 (완도군)
청산면(靑山面)은 전라남도 완도군 중남부 해상에 있는 면이다.
2007년 12월 〈슬로우 시티〉로 지정된 청산면은, 임권택 감독의 영화 《서편제》와 KBS 드라마 《봄의 왈츠》의 촬영지이다.

## 역사
- 1608년 (선조 41년) - 입도 거주
- 1681년 (숙종 7년) - 수군만호진 설치
- 1866년 (고종 3년) - 당리에 진 설치
- 1896년 (고종 33년) - 완도군 설군으로 청산면 설치
- 1964년 10월 1일 - 모도출장소 설치
- 1981년 12월 23일 - 다도해해상국립공원 지정
- 2007년 4월 - 가고 싶은 섬 지정
- 2008년 슬로시티 지정

## 행정 구역
| 법정리 | 행정리                 |
| ------ | ---------------------- |
| 국산리 | 국화리, 진산리         |
| 당락리 | 당리, 도락리           |
| 도청리 | 도청1리, 도청2리       |
| 동촌리 | 동촌리                 |
| 모도리 | 모동리, 모북리, 모서리 |
| 부흥리 | 부흥리, 신풍리         |
| 상동리 | 상서리, 원동리         |
| 신흥리 | 신흥리                 |
| 양중리 | 양지리, 중흥리         |
| 여서리 | 여서리                 |
| 읍리   | 구장리, 권덕리, 읍리   |
| 지리   | 지리                   |
| 청계리 | 청계리                 |

## 교육 시설
- 청산초등학교 :청산면 청산로 1602-1
  - 청산중앙국민학교 청장분교 : 청산면 지리 산 276-2
  - 청산중앙초등학교 국산분교 : 청산면 청산로 965
  - 청산초등학교 모도분교 : 청산면 대모도12번길 12-23
  - 청산중앙초등학교 모동분교 : 청산면 대모도길 404-5
  - 청산중앙초등학교 모북분교 : 청산면 모도리 1759
  - 청산초등학교 권덕분교 : 청산면 청산남로 320
  - 청산초등학교 여서분교 : 청산면 여서리 556
  - 청산초등학교 청산동분교 : 쳥산면 신풍길 5-22
- 청산중학교 : 청산면 청산로 1579-74
  - 청산중학교 청산동분교 : 청산면 청산로 541

## 부속 도서
- 국산리, 당락리, 도청리, 동촌리, 부흥리, 상동리, 신흥리, 양중리, 읍리, 지리, 청계리 : 청산도
- 당락리 : 1383번지 섬, 1384번지 섬
- 도청리 : 지초도
- 동촌리 : 항도(목섬)
- 모도리 : 대모도, 불근도, 소모도
- 여서리 : 여서도
- 지리 : 장도
- 청계리 : 상도

## 미디어
- KBS 《다큐멘터리 3일》느림의 섬 - 청산도 72시간 (2009년 5월 9일)
- KBS 《1박 2일》 전남 완도편, 외국인 글로벌 특집 (2009년 8월 16일/23일/9월 6일)
- KBS 《1박 2일》 전남 여서도편 (2008년 4월 13일/20일)